# Dick Kauma
Dick Kauma (ur. 1 marca 1988 w Nowej Kaledonii) – nowokaledoński piłkarz występujący na pozycji obrońcy w AS Lössi.
W AS Lössi gra od 2012 roku.
Pierwszego gola w reprezentacji Nowej Kaledonii Kauma strzelił 3 czerwca 2012 w przegranym 4:3 meczu podczas Pucharu Narodów Oceanii 2012 z reprezentacją Tahiti.